# Conus algoensis algoensis
Conus algoensis algoensis is een ondersoort van de zeeslakkensoort Conus algoensis, uit het geslacht Conus. De slak behoort tot de familie Conidae. Conus algoensis algoensis werd in 1834 beschreven door G.B. Sowerby I. Net zoals alle soorten binnen het geslacht Conus zijn deze slakken roofzuchtig en giftig. Zij bezitten een harpoenachtige structuur waarmee ze hun prooi kunnen steken en verlammen.